# 京町 (名古屋市)
京町（きょうまち）は、愛知県名古屋市中区の地名。

## 歴史
1855年（安政2年）の大火以降に、薬を商う商人が集まり、大坂道修町とも比肩するほどの薬種問屋街ともなったという。

### 町名の由来
清洲時代、田畑であったところに京都から呉服・細物・太物類を扱う商人が移住したことに由来する。

### 沿革
- 1872年（明治5年）3月 - 諸町を編入し、両替町と改称[5]。
- 1878年（明治11年）12月20日 - 京町と改称[5]。
- 1889年（明治22年）10月1日 - 名古屋市成立に伴い、同市京町となる[6]。
- 1908年（明治41年）4月1日 - 東区成立に伴い、同区京町となる[5]。
- 1944年（昭和19年）2月11日 - 栄区成立に伴い、同区京町となる[1]。
- 1945年（昭和20年）11月3日 - 栄区廃止に伴い、中区京町となる[1]。
- 1966年（昭和41年）3月30日 - 住居表示実施に伴い、丸の内三丁目に編入され廃止[1]。